# Virtus Pallacanestro Bologna 2020-2021 (femminile)
Questa voce raccoglie le informazioni riguardanti la Virtus Pallacanestro Bologna femminile nelle competizioni ufficiali della stagione 2020-2021.

## Stagione
La stagione 2020-2021 della Virtus Bologna femminile, sponsorizzata Segafredo, è stata la seconda che ha disputato in Serie A1 femminile.

## Verdetti stagionali
- Serie A1: (31 partite)

stagione regolare: 4º posto su 14 squadre (18-8);
play-off: sconfitta alle semifinali da Venezia (0-2).
- Coppa Italia: (2 partite)[2]

sconfitta alle semifinali da Schio (69-73).

## Roster
|    | Naz.                   | Ruolo | Sportivo                | Anno | Alt. |  |       |
| -- | ---------------------- | ----- | ----------------------- | ---- | ---- |  | ----- |
| 3  | Italia (bandiera)      | PG    | Rae Lin D'Alie          | 1987 | 159  |  |       |
| 6  | Croazia (bandiera)     | A     | Ana-Marija Begić        | 1994 | 191  |  |       |
| 7  | Italia (bandiera)      | G     | Elisabetta Tassinari    | 1994 | 174  |  |       |
| 9  | Australia (bandiera)   | C     | Abby Bishop             | 1988 | 190  |  |       |
| 11 | Italia (bandiera)      | A     | Alessandra Tava         | 1991 | 183  |  | [ 3 ] |
| 12 | Italia (bandiera)      | G     | Margherita Curti        | 2003 |      |  | [ 3 ] |
| 12 | Italia (bandiera)      |       | Maria Silvia Rubbi      | 2003 |      |  |       |
| 12 | Italia (bandiera)      |       | Giulia Bassi            | 2003 |      |  | [ 4 ] |
| 12 | Italia (bandiera)      |       | Rebecca Possenti        | 2002 |      |  | [ 5 ] |
| 12 | Italia (bandiera)      | G     | Sofia Roccato           | 2003 |      |  |       |
| 12 | Italia (bandiera)      |       | Martina Zuffa           | 2001 |      |  | [ 6 ] |
| 13 | Italia (bandiera)      | G     | Sofia Tartarini         | 2001 | 168  |  |       |
| 15 | Italia (bandiera)      | A     | Maria Beatrice Barberis | 1995 | 176  |  |       |
| 20 | Italia (bandiera)      | P     | Valeria Battisodo       | 1988 | 174  |  |       |
| 22 | Italia (bandiera)      | P     | Simona Cordisco         | 1992 | 173  |  |       |
| 24 | Stati Uniti (bandiera) | G     | Brooque Williams        | 1989 | 172  |  |       |
| 25 | Italia (bandiera)      | AC    | Jomanda Rosier          | 1989 | 184  |  |       |

## Risultati

### Coppa Italia

#### Quarti di finale
Gara vinta a tavolino 20-0 contro GEAS Basket.

#### Semifinale
| Arbitri: | Silvia Marziali (Roma) Christian Mottola (Taranto) Chiara Bettini (Faenza) |

|              |          |           |
| Battisodo 17 | Punti    | 17 Harmon |
| Bishop 5     | Assist   | 7 Dotto   |
| Bishop 9     | Rimbalzi | 10 Harmon |

## Statistiche

### Statistiche di squadra
| Competizione | Punti | In casa | In casa | In casa | In casa | In casa | In trasferta | In trasferta | In trasferta | In trasferta | In trasferta | Totale | Totale | Totale | Totale | Totale | Totale |
| Competizione | Punti | G       | V       | P       | Ptf     | Pts     | G            | V            | P            | Ptf          | Pts          | G      | V      | P      | Ptf    | Pts    | Diff.  |
| ------------ | ----- | ------- | ------- | ------- | ------- | ------- | ------------ | ------------ | ------------ | ------------ | ------------ | ------ | ------ | ------ | ------ | ------ | ------ |
| Serie A1     | 36    | 13      | 10      | 3       | 998     | 887     | 13           | 8            | 5            | 997          | 908          | 26     | 18     | 8      | 1995   | 1795   | +200   |
| Play-off     |       | 3       | 2       | 1       | 195     | 205     | 2            | 0            | 2            | 125          | 165          | 5      | 2      | 3      | 320    | 370    | -50    |
| Coppa Italia |       | 2       | 1       | 1       | 89      | 73      | -            | -            | -            | -            | -            | 2      | 1      | 1      | 89     | 73     | +16    |
| Totale       |       | 18      | 13      | 5       | 1282    | 1165    | 15           | 8            | 7            | 1122         | 1073         | 33     | 21     | 12     | 2404   | 2238   | +166   |

### Statistiche delle giocatrici
Campionato (stagione regolare e play-off)
| Giocatrice                | Partite | Partite | Min. | Pun | Tiri da 2 | Tiri da 2 | Tiri da 2 | Tiri da 3 | Tiri da 3 | Tiri da 3 | Tiri Liberi | Tiri Liberi | Tiri Liberi | Rimbalzi | Rimbalzi | Rimbalzi | Palle | Palle | Stopp. | Stopp. | Ass | Falli | Falli | Val. |
| Giocatrice                | Pr      | PG      | Min. | Pun | R         | T         | %         | R         | T         | %         | R           | T           | %           | D        | O        | T        | P     | R     | S      | D      | Ass | F     | S     | Val. |
| ------------------------- | ------- | ------- | ---- | --- | --------- | --------- | --------- | --------- | --------- | --------- | ----------- | ----------- | ----------- | -------- | -------- | -------- | ----- | ----- | ------ | ------ | --- | ----- | ----- | ---- |
| Maria Beatrice Barberis   | 31      | 31      | 816  | 247 | 70        | 132       | 53        | 18        | 56        | 32        | 53          | 73          | 73          | 70       | 62       | 132      | 35    | 40    | 8      | 7      | 33  | 59    | 56    | 293  |
| Giulia Bassi              | 1       | 0       |      | 0   |           |           |           |           |           |           |             |             |             |          |          |          |       |       |        |        |     |       |       |      |
| Valeria Battisodo         | 31      | 31      | 673  | 210 | 40        | 110       | 36        | 28        | 81        | 35        | 46          | 61          | 75          | 58       | 8        | 66       | 78    | 40    | 6      | 1      | 105 | 84    | 71    | 187  |
| Ana-Marija Begić          | 31      | 31      | 964  | 401 | 164       | 318       | 52        | 6         | 46        | 13        | 55          | 90          | 61          | 219      | 67       | 286      | 80    | 37    | 16     | 6      | 44  | 83    | 92    | 458  |
| Abby Kate Bishop          | 31      | 30      | 932  | 459 | 113       | 232       | 49        | 48        | 135       | 36        | 89          | 114         | 78          | 195      | 39       | 234      | 83    | 33    | 4      | 7      | 73  | 91    | 116   | 513  |
| Simona Cordisco           | 31      | 26      | 221  | 24  | 3         | 9         | 33        | 4         | 12        | 33        | 6           | 11          | 55          | 13       | 4        | 17       | 11    | 6     |        |        | 10  | 25    | 11    | 13   |
| Margherita Curti          | 1       | 1       | 3    | 0   | 0         | 1         | 0         | 0         | 2         | 0         |             |             |             |          | 1        | 1        |       |       |        |        |     |       |       | -2   |
| Rae Lin D'Alie            | 29      | 25      | 474  | 156 | 42        | 78        | 54        | 17        | 55        | 31        | 21          | 28          | 75          | 57       | 15       | 72       | 42    | 27    | 6      |        | 74  | 53    | 36    | 183  |
| Rebecca Possenti          | 10      | 2       | 2    | 0   |           |           |           |           |           |           |             |             |             |          |          |          |       |       |        |        |     |       |       |      |
| Sofia Roccato             | 2       | 1       | 1    | 0   |           |           |           |           |           |           |             |             |             |          |          |          |       |       |        |        |     |       |       |      |
| Jomanda Rosier            | 28      | 11      | 85   | 12  | 4         | 12        | 33        | 1         | 3         | 33        | 1           | 4           | 25          | 17       | 12       | 29       | 5     | 2     |        | 1      | 5   | 7     | 6     | 30   |
| Maria Silvia Rubbi        | 1       | 1       | 1    | 0   |           |           |           |           |           |           |             |             |             |          |          |          |       |       |        |        |     |       |       |      |
| Sofia Tartarini           | 29      | 12      | 38   | 13  | 3         | 6         | 50        | 2         | 14        | 14        | 1           | 1           | 100         | 3        | 1        | 4        | 3     | 1     |        |        | 2   | 2     | 1     | 1    |
| Elisabetta Tassinari      | 31      | 31      | 670  | 194 | 29        | 83        | 35        | 34        | 110       | 31        | 34          | 40          | 85          | 53       | 9        | 62       | 26    | 34    | 3      | 5      | 44  | 64    | 41    | 151  |
| Alessandra Tava           | 31      | 30      | 411  | 100 | 20        | 47        | 43        | 18        | 45        | 40        | 6           | 11          | 55          | 35       | 8        | 43       | 16    | 6     | 2      | 1      | 20  | 46    | 13    | 60   |
| Brooque Christia Williams | 31      | 31      | 934  | 499 | 142       | 268       | 53        | 36        | 105       | 34        | 107         | 121         | 88          | 128      | 41       | 169      | 83    | 55    | 9      |        | 72  | 64    | 100   | 530  |